# Big Mac

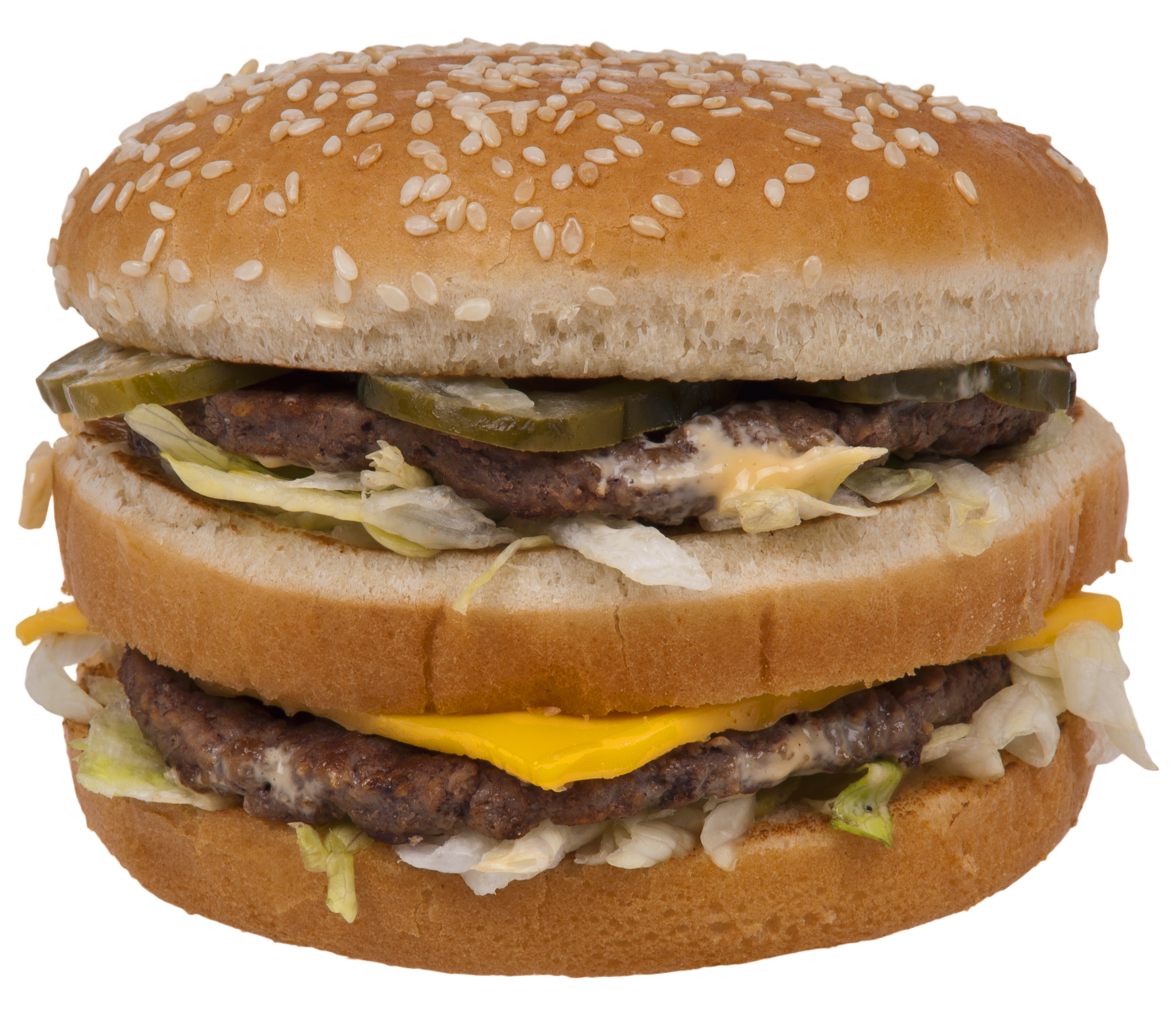
Der Big Mac von McDonald’s.

Der Big Mac, in Deutschland früher auch als Big Mäc bezeichnet, ist eine doppelstöckige Cheeseburger-Variante des Fast-Food-Konzerns McDonald’s.

## Geschichte
Erstmals wurde er 1968 auf dem amerikanischen Markt eingeführt, als Antwort auf die Werbeinitiative der Hamburgerkette Burger King „Je größer der Burger, desto besser der Burger“ für ihren Whopper. Entwickelt hatte ihn ein Jahr vorher Jim Delligatti (1918–2016), der Betreiber eines McDonald’s-Restaurants in Uniontown im US-Staat Pennsylvania.
Der große Hamburger Royal kam erst 1971 in den USA als Quarter Pounder auf den Markt; er ist im Gegensatz zum Big Mac einstöckig, dafür aber breiter. Ein ähnlicher Hamburger der Fast-Food-Kette Burger King, mit ebenfalls zwei Hackfleischscheiben, heißt Big King und kam erst einige Zeit später in den Verkauf.
Am 23. August 2007 eröffnete in North Huntingdon, Pennsylvania, das Big Mac Museum Restaurant.

## Markenrechtsstreit

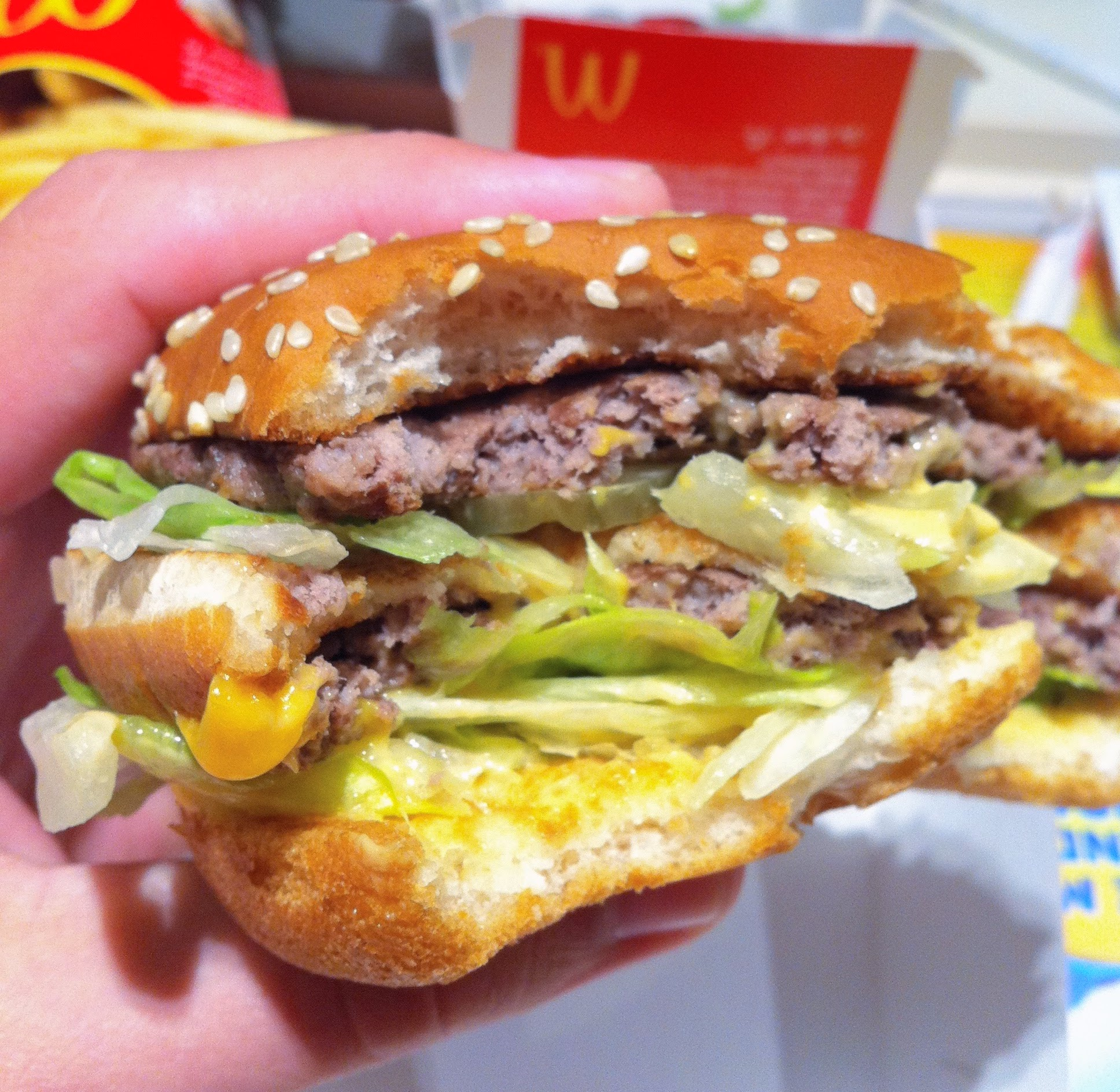
Ein Big Mac von innen.

Nachdem McDonald’s die 1978 gegründete irische Fast-Food-Kette Supermac’s wegen angeblicher Markenrechtsverletzungen verklagte, hatte Supermac’s in Europa seinerseits auf die Freigabe der Marke Big Mac geklagt. Im Januar 2019 entschied das Amt der Europäischen Union für geistiges Eigentum (EUIPO), dass der EU-Markenschutz für den Big Mac rückwirkend zum 11. April 2017 aufgehoben werde. McDonald’s habe die Marke nicht ausreichend verwendet und damit den Anspruch darauf verloren. McDonald’s legte gegen die Entscheidung Beschwerde ein. Das Unternehmen besitzt nach wie vor einklagbares Markenrecht auf EU-Ebene sowie auf nationaler Ebene einiger EU-Mitgliedsstaaten.

## Zubereitung

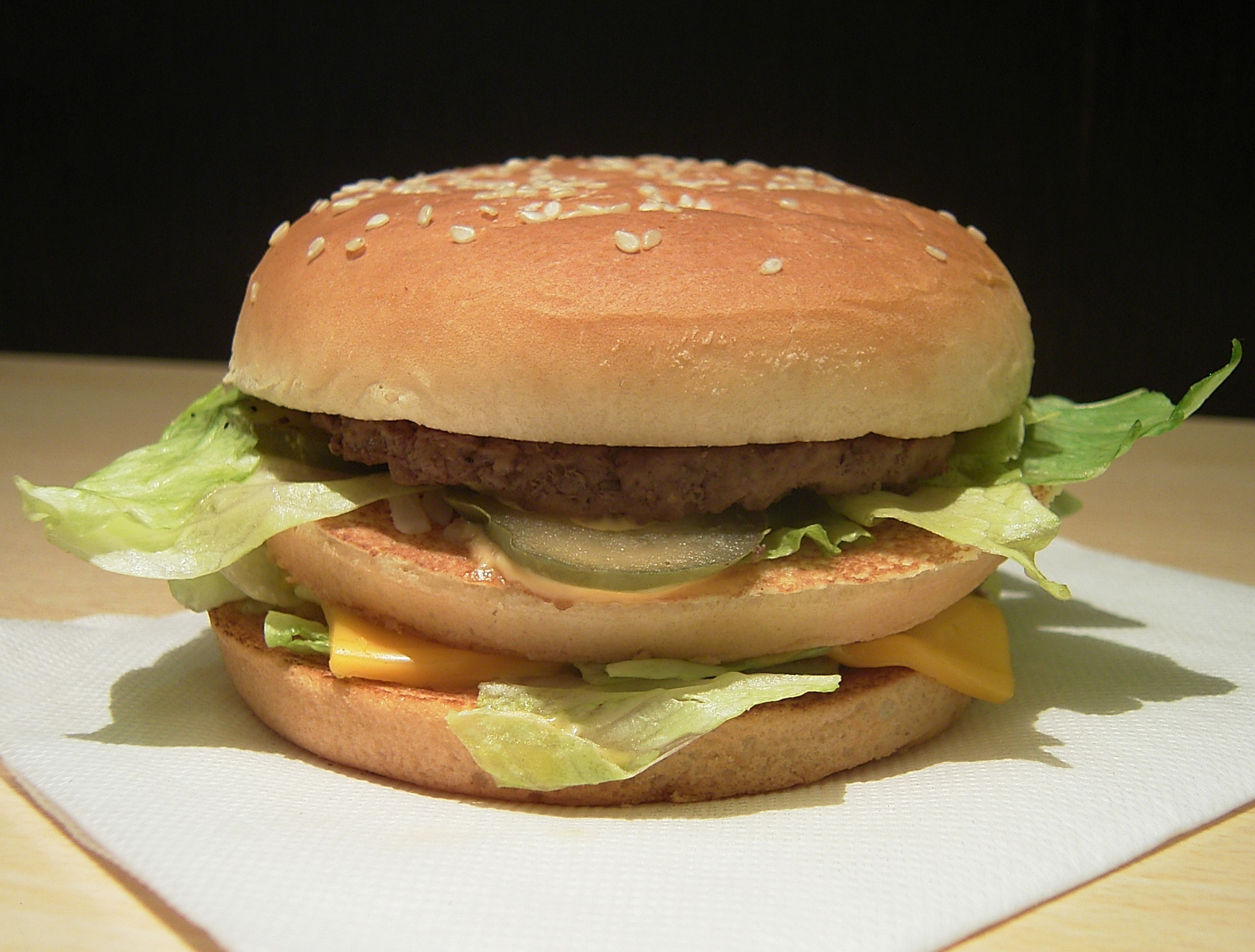
Ein japanischer Big Mac.

Ein Big Mac besteht von unten nach oben aus folgenden Komponenten:
- Boden des Hamburger- bzw. Weichbrötchens oder Bun
- spezielle Big-Mac-Sauce (30 Milliliter), einer Variante des Thousand-Island-Dressing
- Zwiebelwürfel aus rehydrierten, durch Gefriertrocknung hergestellten Zwiebelflocken (ges. 3,5 Gramm)
- Eisbergsalat in Streifen (12,5 Gramm)
- Cheddar-Schmelzkäsescheibe
- eine Scheibe gebratenes Rinderhackfleisch, Beef Patty genannt (ca. 45 Gramm vor Zubereitung)
- Mittelteil des Brötchens
- Sauce (wie oben)
- Zwiebelwürfel (wie oben)
- Eisbergsalat (wie oben)
- Salzgurken-Scheiben
- gebratenes Rinderhackfleisch (wie oben)
- Deckel des Hamburgerbrötchens, mit Sesamsaat bestreut

Die Sauce wird von Hand aus kalibrierten Kartuschen herausgepresst. Dies soll gewährleisten, dass jeder Big Mac die gleiche Menge enthält. Die Zwiebelwürfel, Salzgurkenscheiben und das Hackfleisch sind mit denen des firmeneigenen Hamburgers bzw. Cheeseburgers identisch. Der Salat ist mit dem Salat des Hamburger Royal TS identisch.
Für die Fertigung des Big Mac wurde ein spezieller Toaster entwickelt, der sowohl die Unter- und Oberseite einseitig als auch die Zwischenscheibe beidseitig toastet. Dabei werden höchstens sechs, im Normalfall jedoch vier Big Macs parallel gefertigt und anschließend in Schachteln verpackt.

## Nährwertangaben
Laut der Nährwert-Tabelle von McDonald’s, erstellt nach dem Bundeslebensmittelschlüssel, ergaben sich für einen Big Mac von 219 Gramm bis Juli 2023 folgende Werte: Energie 2073 kJ/495 kcal, 31,1 g Fett, 40 g Kohlenhydrate und 25,1 g Eiweiß. Im Juli 2023 wurde die Rezeptur überarbeitet. Seitdem ergeben sich folgende Nährwerte für den nun 232 Gramm schweren Big Mac: Energie: 2280 kJ/545 kcal, 29 g Fett, 42 g Kohlenhydrate und 27 g Eiweiß.

## Variationen
Als Variante des Big Mac wird in einigen Ländern der Double Big Mac mit vier (statt zwei) 45,4-Gramm-Fleischstücken und einer zusätzlichen Käsescheibe angeboten. Erhältlich ist er u. a. in Kanada, Thailand, Schweiz, Deutschland und Australien; eine gewisse Zeit war er auch in den Vereinigten Staaten verfügbar.
In Israel wird der BigMac ohne Käse zubereitet, da die jüdischen Speisegesetze die Kombination von Fleisch- und Milchprodukten verbieten.
In Indien wird der Big Mac in einer Variante mit Hühnchen- anstelle von Rindfleisch sowie mit einer anderen Sauce und Tomaten als Chicken Maharaja Mac verkauft, da der Verzehr von Rindfleisch im Hinduismus verboten ist. Dieser fungiert auch im Big-Mac-Index als Ersatz für den Big Mac.

## Big-Mac-Index
Aufgrund der weltweiten Bekanntheit des Big Mac publiziert die britische Wirtschaftszeitschrift The Economist jährlich den so genannten Big-Mac-Index, einen Index der Lebenshaltungskosten, der auf dem Preis des Big Mac in verschiedenen Ländern basiert. Damit machte man sich zwei für Fast Food charakteristische Eigenschaften zunutze: gute Verfügbarkeit an vielen Orten und ein überall fast identisches Produkt, das meist aus regionalen Rohstoffen hergestellt wird und somit den Einfluss von Weltmarktpreisen auf diesen Index verringert.